# 东西寺塔
25°01′56″N 102°42′25″E / 25.03210°N 102.70695°E
东西寺塔是位于云南省昆明市的两座古代佛塔，原分别坐落于常乐寺和惠光寺内，故又名常乐寺塔和惠光寺塔。1983年1月，两塔被云南省人民政府公布为第二批省级重点文物保护单位，2006年，国务院将二者列入第六批全国重点文物保护单位。

## 历史沿革
东寺塔和常乐寺最早建于南诏保和六年（829年）至天启二十年（859年）间，由弄栋节度使王嵯巅监督，工匠尉迟恭韬主持修建。清康熙六年（1667年），云南巡抚袁懋功和僧人德润主持重修常乐寺和东寺塔，云贵总督王继文为此撰写《重修东塔常乐寺记》。道光十三年（1833年），昆明发生大地震，东寺塔倒塌。咸丰六年（1856年），常乐寺毁于杜文秀起义的战火。光绪九年（1883年），因原址地基疏松，云贵总督岑毓英和地方乡绅出资在三皇宫旧址处重建东寺塔，工程历时四年告竣。新塔的四角各立有一只黄铜制金鸡，故民间又称其为“金鸡塔”。1979年3月18日，东寺塔塔刹被大风吹落，次年完成修复。
西寺塔和惠光寺最早建于南詔天启十年（849年），同样由王嵯巅监督，尉迟恭韬主持修建。明弘治十二年（1499年）昆明地震，西寺塔倒塌，五年后，太监刘昶筹集资金完成重建，此后数百年间又多次大修。咸丰六年（1856年），惠光寺被毁。

## 建筑与文物
东寺塔为十三级密檐式砖塔，投影面为方形，整体高40.57米。塔底部建有边长12米的方形基台，塔身一层南侧开有小门，供游客进入，二层至十二层则在四壁设置拱门用以通风。东寺塔内部每层都建有佛龛供奉石制佛像，一至十层间还建有木制回转楼梯供游客逐层参观。该塔十三层为铜质塔刹，外沿四角各立有一只金鸡，其中东北角和西南角两只的喙中还曾装有管状口笛，在西南风盛行时会发出长鸣，附近百姓便将会鸣叫的金鸡认作公鸡，不会鸣叫的认作母鸡。随着时间的推移，金鸡的相关部件已经锈蚀损坏，至今已无法发声。1981年，东寺塔发现地宫，深约1.5米，内部放置有一尊木制坐佛。
西寺塔主体结构同样为十三级密檐式砖塔，整体高35.54米。塔底部建有两级正方形基座，外围边长12.5米，总计高2.38米。塔身第一层高约9米，南侧开有小门，塔内则建有回转楼梯，最高可以抵达第十层。西寺塔自第二层起，偶数层设置蹄形佛龛，奇数层则设置同样形状的券洞。塔顶四角则各建有一只高约2米的铜制金鸡。
两塔外形特征相近，且与中原地区密檐式塔相比较为特别。从第九层开始，塔身急剧收分，整体轮廓呈现出优美的流线形而非一般情况下的阶梯形。类似的，东西寺塔出檐断面均呈近似圆弧状，末梢带有较小的翘角，使得外形更为柔和。此外，两塔塔刹部分均为铜质，高约5米，自上而下依次为宝珠、伞盖和五层相轮，四角配有金鸡，为较典型的大理、昆明一带佛塔塔刹设计。
东西寺塔塔内与周边区域还曾发现过数座碑记，为两塔的历史研究提供了可靠的原始资料。东寺塔两侧原立有清光绪十六年（1890年）由保甲局负责人金汉青撰写的《重建东寺文笔塔暨忠爱金碧三坊碑》，碑记详细记录了重修东寺塔时的捐款、支出账目及此次工程的完整工序，为岑毓英重建东寺塔经过的一手资料。为保护该文物，现石碑已被嵌入园区东北角的墙壁并建有廊亭遮蔽。1983年至1984年省政府维修西寺塔期间，工作人员在第七级塔身南侧的佛龛内发现了立于明弘治十六年（1503年）的《建塔存功记》碑，其上记载了1499年昆明大地震对西寺塔的破坏及后续重建经过。此外，在西寺塔塔基处还发现了南诏劝丰佑时代的砖石。

## 文物保护与修复
中华人民共和国成立后，各级文物部门对东西寺塔进行了数次修缮工程，其中又以1983年西寺塔加固工程和2015年两塔的整体修复工程规模最大。
1983年，西寺塔因地基不稳等因素出现坍塌风险，云南省政府调拨专款对其开展加固工程，其措施包括：使用水泥管件加大塔基面积并使用钢筋混凝土浇筑包套、塔内竖立大型钢架支撑、外立面加筑圈梁等。工程结束后，西寺塔已基本达到七级地震的抗震标准。
2011年，西山区文物管理所对东西寺塔展开除草工作，期间，工作人员发现两塔的灰泥层色彩异变且出现裂缝，局部还有脱落情况。此外，塔砖、基座、佛龛、佛像等均出现风化、粉化、开裂等病变，塔顶的铜质金鸡也因自然原因锈蚀严重。基于上述问题，国家文物局专门调拨430万元人民币对二塔进行修缮。
2015年7月，修缮工程正式启动，全程使用传统工艺。其中，灰泥以麻刀、石灰、沙为底料，糯米、桐油为粘合剂，按照一定比例调制。主体色调则参考同时代的崇圣寺三塔和小雁塔，用浸泡过的稻草与红土、黄土、灰浆调制出较为相近的淡黄色。由于原件损坏严重，金鸡由云南省非物质文化遗产传承人母炳林和其助手历时半年重新手工打造。此外，工作人员也对佛龛内的佛像进行了清理和维护，并使用现代技术加以预防性保护。除了对于佛塔本身的修缮，此次工程还为东西寺塔加装了防雷设施和监控仪器，并对东寺塔茶花园、西寺塔梅花园进行了系统改造与质量提升。

## 周边开发

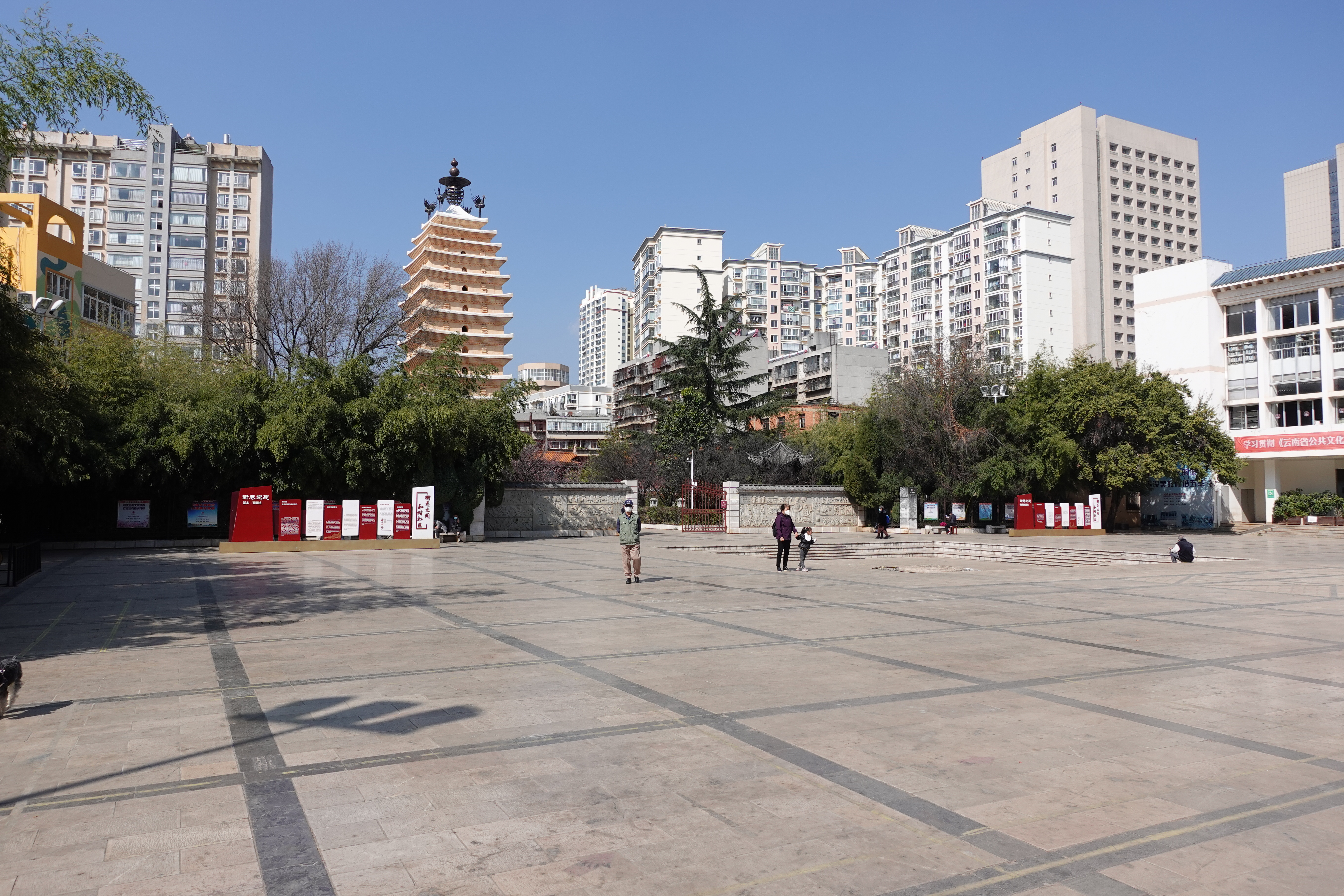
西寺塔广场

1983年西寺塔大修后，两塔附近分别开辟了茶花园和梅花园。2002年，两塔之间又建成了一条贯通东西的旅游文化街，将两座古塔连成一个景区。2013年，该步行街被西山区人民政府划入“金碧特色商业街区”，与金马碧鸡坊步行街组成特色景点。
西寺塔梅园外还建有西寺塔广场，为周边中老年居民重要休闲场所。此外，该广场还举办过亚洲艺术节巡演、云南省第一人民医院义诊等大中型活动，并时常举办社区街道级小型活动。